# Newport (miasto w Vermont)
Newport – miasto (city) w Stanach Zjednoczonych, w stanie Vermont, siedziba administracyjna hrabstwa Orleans.